# Коул Спроус
Коул Мітчел Спроус (англ. Cole Mitchell Sprouse; нар. 4 серпня 1992, Ареццо, Тоскана, Італія) — американський актор, найбільше відомий за ролю Коді Мартіна у телесеріалі каналу Disney Channel The Suite Life of Zack & Cody та його продовженні Розкішне життя на палубі. З 2017 року Спроус виконує роль Джаґгеда Джонса у підлітковій драмі «Рівердейл». Має брата-близнюка Ділана Спроуса.

## Ранні роки
Коул Мітчел Спроус народився 4 серпня 1992 в італійському місті Ареццо, в сім'ї американців Метью Спроуса та Мелані Райт, коли вони навчалися в англійській школі в Тоскані. Коул народився на 15 хвилин пізніше, ніж його старший брат-близнюк Ділан Спроус. Коула назвали на честь джазового співака і піаніста Нета Кінга Коула. Через чотири місяці після народження синів, родина повернулася назад до своїх батьків до рідного Лонг-Бічу у Каліфорнії.

## Кар'єра

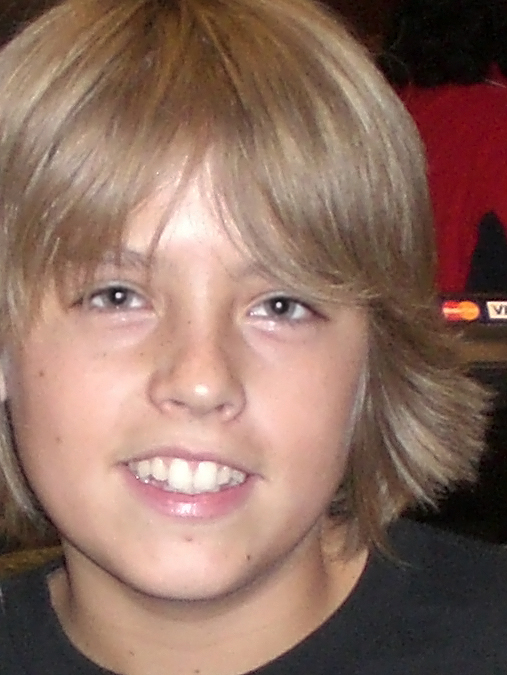
Коул Спроус у 2005

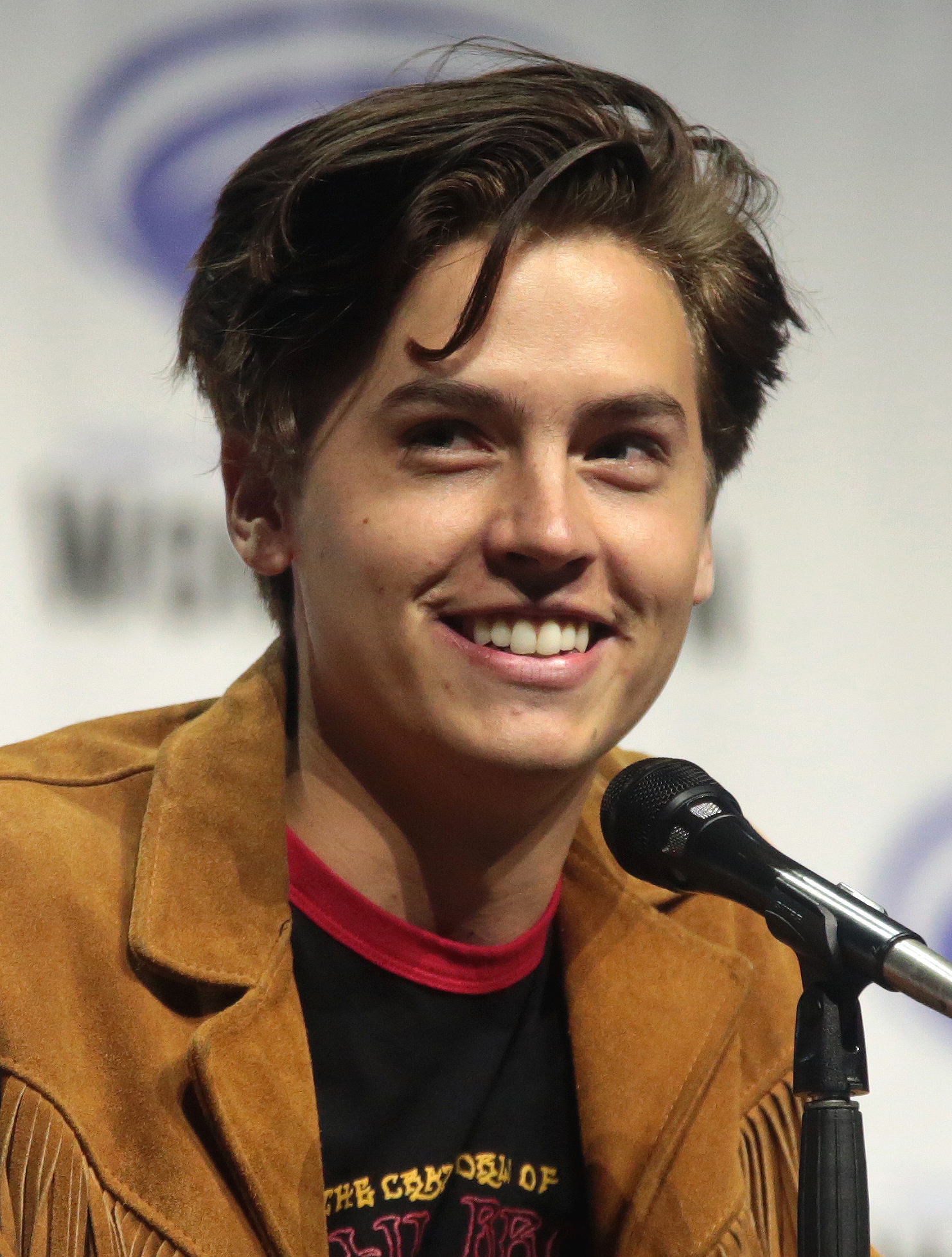
Коул Спроус під час WonderCon, 2017

Коул і його брат Ділан розпочали свою акторську діяльність через 8 місяців після пропозиції їхньої бабусі Джонін Бут Райт, яка була вчителькою драми та акторкою. Значна частина ранньої кар'єри Спроуса була розділена із його братом — деякі з ранніх ролей були спільними ролями одного немовляти або дитини у рекламних роликах, телевізійних шоу та фільмах.
Завдяки законам про дитяче працевлаштування в Каліфорнії, що обмежують кількість часу, за якими можна використовувати дітей на зйомках за одну добу, робота із близнюками для однієї ролі дозволяла мати більше часу на знімальні роботи. Помітні ролі, які Коул розділив із братом, включають персонажа Патріка Келлі у ситкомі Grace Under Fire з 1993 до 1998, Джуліана у фільмі 1999 Big Daddy, і юного Пісташіо Дісгайзі у фільмі The Master of Disguise (2002). У 2001 році Коул з'явився у регулярній ролі в епізодах серіалу Друзі, в яких зіграв Бена, сина Роса Геллера; це була його перша роль, в якій він з'являється без свого брата. Ставши дорослішими, брати почали грати різних персонажів, хоча продовжували з'являтися в одних і тих самих проектах. Їхньою першою роллю як окремих персонажів стали Коді та Зак Мартіни у телепрограмі каналу «Disney Channel» 2005 року — The Suite Life of Zack and Cody. У 2008 Коул повернувся до ролі Коді для спін-офа Розкішне життя на палубі.
9 лютого 2016 року Спроус був затверджений на роль Джаґгеда Джонса у підлітковій драмі Рівердейл.

## Особисте життя
Спроус є фаном коміксів; працював у відомому магазині коміксів Meltdown у Лос-Анджелесі.
Спроус відновив навчання у Нью-Йоркський університет в 2011 після пропущеного року. Із самого початку, зацікавившись вивченням кіно та телевізійним виробництвом, він вирішив вступити до Школи індивідуального навчання Галлатин, вивчаючи гуманітарні науки та, зокрема, археологію. Разом із братом завершив навчання у травні 2015 року. Протягом короткого часу працював у сфері археології, зокрема брав участь у розкопках та виконував лабораторні роботи. Він спеціалізувався на географічних інформаційних системах та супутникових знімках.
Спроус має інтерес до фотографії. У 2011 він запустив власний вебсайт фотографій і відвідав курси в Нью-Йоркському університеті. Він виконував знімальні роботи для великих модних видань, таких як Teen Vogue, L'Uomo Vogue, The Sunday Times Style і W Magazine. Представлений компанією LGA Management.
Актор зустрічався з актрисою Лілі Рейнгарт, але в 2020 році пара розійшлася.

## Фільмографія

### Кіно
| Рік  | Назва                                             | Роль                   | Примітки                           | Виноски |
| ---- | ------------------------------------------------- | ---------------------- | ---------------------------------- | ------- |
| 1999 | Big Daddy                                         | Джуліан Макграт        |                                    |         |
| 1999 | Дружина астронавта                                | близнюк                |                                    |         |
| 2001 | Diary of a Sex Addict                             | Семмі молодший         | Direct-to-video фільм              | [ 30 ]  |
| 2001 | I Saw Mommy Kissing Santa Claus                   | Джастін Карвер         |                                    | [ 31 ]  |
| 2002 | The Master of Disguise                            | юний Пісташіо Дісгайзі |                                    | [ 32 ]  |
| 2002 | Eight Crazy Nights                                | солдат KB Toys         | озвучування                        | [ 32 ]  |
| 2003 | Apple Jack                                        | Джек Пайн              | короткий фільм                     | [ 33 ]  |
| 2003 | Just for Kicks                                    | Коул Мартін            | Direct-to-video фільм              | [ 34 ]  |
| 2004 | The Heart Is Deceitful Above All Things           | старший Джеремая       |                                    | [ 35 ]  |
| 2006 | Holidaze: The Christmas That Almost Didn't Happen | дитина                 | озвучування; direct-to-video фільм | [ 36 ]  |
| 2007 | A Modern Twain Story: The Prince and the Pauper   | Едді Тюдор             |                                    | [ 37 ]  |
| 2009 | The Kings of Appletown                            | Клейтон                |                                    | [ 32 ]  |
| 2010 | Kung Fu Magoo                                     | Бред Лондрі            | Direct-to-video фільм              | [ 38 ]  |
| 2019 | За крок один від одного                           | Вілл                   |                                    | [ 39 ]  |
| 2022 | Місячний постріл                                  | Волт                   |                                    |         |
| 2024 | Ліза Франкенштейн                                 | Створіння              |                                    |         |

### Телебачення
| Рік       | Назва                         | Роль          | Примітки                                                    | Виноски       |
| --------- | ----------------------------- | ------------- | ----------------------------------------------------------- | ------------- |
| 1993–1998 | Grace Under Fire              | Патрік Келлі  | головна роль                                                | [ 40 ] [ 15 ] |
| 1998      | Mad TV                        | дитина        | запрошена роль; 2 епізоди                                   |               |
| 2000–2002 | Друзі                         | Бен Геллар    | регулярна роль; 7 епізодів                                  | [ 15 ]        |
| 2001      | The Nightmare Room            | Бадді         | Епізод: "Scareful What You Wish For"                        | [ 41 ]        |
| 2001      | That '70s Show                | Біллі         | Епізод: "Eric's Depression"                                 | [ 42 ]        |
| 2005–2008 | The Suite Life of Zack & Cody | Коді Мартін   | головна роль                                                | [ 40 ] [ 15 ] |
| 2006      | The Emperor's New School      | Зім           | озвучування; епізод: "Oops, All Doodles/Chipmunky Business" | [ 43 ]        |
| 2006      | That's So Raven               | Коді Мартін   | Епізод: "Checkin' Out"                                      | [ 44 ]        |
| 2008      | Як сказав Джим                | у ролі себе   | Епізод: "I Drink Your Milkshake"                            | [ 45 ]        |
| 2008–2011 | Розкішне життя на палубі      | Коді Мартін   | головна роль                                                | [ 46 ]        |
| 2009      | Чаклуни з Вейверлі            | Коді Мартін   | Епізод: "Cast-Away (To Another Show)"                       | [ 47 ]        |
| 2009      | Ханна Монтана                 | Коді Мартін   | Super(stitious) Girl"                                       | [ 47 ]        |
| 2010      | I'm in the Band               | Коді Мартін   | Епізод: "Weasels on Deck"                                   | [ 48 ]        |
| 2011      | The Suite Life Movie          | Коді Мартін   | телефільм                                                   | [ 40 ] [ 15 ] |
| 2012      | So Random!                    | у ролі себе   | Епізод: "Cole and Dylan Sprouse"                            | [ 49 ]        |
| 2017–2023 | Рівердейл                     | Джаґгед Джонс | головна роль                                                | [ 17 ]        |

## Нагороди та номінації
| Рік  | Нагорода                         | Категорія                                                               | Предмет номінації             | Результат    | Виноски |
| ---- | -------------------------------- | ----------------------------------------------------------------------- | ----------------------------- | ------------ | ------- |
| 1999 | YoungStar Awards                 | Best Performance by a Young Actor in a Comedy Film                      | Big Daddy                     | Номінація    | [ 50 ]  |
| 2000 | MTV Movie Awards                 | Best On-Screen Duo                                                      | Big Daddy                     | Номінація    | [ 51 ]  |
| 2000 | Blockbuster Entertainment Awards | Favorite Supporting Actor – Comedy                                      | Big Daddy                     | Номінація    | [ 52 ]  |
| 2000 | Young Artist Awards              | Best Performance in a Feature Film – Young Actor Age Ten or Under       | Big Daddy                     | Номінація    | [ 53 ]  |
| 2006 | Young Artist Awards              | Best Performance in a TV Series (Comedy or Drama) – Leading Young Actor | The Suite Life of Zack & Cody | Номінація    | [ 54 ]  |
| 2007 | Kids' Choice Awards              | Favorite Television Actor                                               | The Suite Life of Zack & Cody | Номінація    | [ 55 ]  |
| 2007 | Young Artist Awards              | Best Performance in a TV Series (Comedy or Drama) – Leading Young Actor | The Suite Life of Zack & Cody | Номінація    | [ 56 ]  |
| 2008 | Kids' Choice Awards              | Favorite Television Actor                                               | The Suite Life of Zack & Cody | Номінація    | [ 57 ]  |
| 2009 | Kids' Choice Awards              | Favorite Television Actor                                               | The Suite Life of Zack & Cody | Номінація    | [ 58 ]  |
| 2010 | Kids' Choice Awards              | Favorite Television Actor                                               | Розкішне життя на палубі      | Номінація    | [ 59 ]  |
| 2011 | Kids' Choice Awards              | Favorite Television Actor                                               | Розкішне життя на палубі      | Номінація    | [ 60 ]  |
| 2017 | Shorty Awards                    | Best Actor                                                              | –                             | Номінація    | [ 61 ]  |
| 2017 | Teen Choice Awards               | Choice Drama TV Actor                                                   | Рівердейл                     | Перемога     | [ 62 ]  |
| 2017 | Teen Choice Awards               | Choice TV Ship (із Лілі Рейнхарт)                                       | Рівердейл                     | Перемога     | [ 62 ]  |
| 2018 | Saturn Awards                    | Best Performance by a Younger Actor in a Television Series              | Рівердейл                     | Номінація    | [ 63 ]  |
| 2018 | Teen Choice Awards               | Choice Drama TV Actor                                                   | Рівердейл                     | В очікуванні | [ 64 ]  |
| 2018 | Teen Choice Awards               | Choice Liplock (із Лілі Рейнхарт)                                       | Рівердейл                     | В очікуванні | [ 64 ]  |
| 2018 | Teen Choice Awards               | Choice Male Hottie                                                      | Рівердейл                     | В очікуванні | [ 64 ]  |
| 2018 | Teen Choice Awards               | Choice TV Ship (із Лілі Рейнхарт)                                       | Рівердейл                     | В очікуванні | [ 64 ]  |